# Bécassine
Bécassine és un personatge de còmic, creat per l'escriptora Jacqueline Rivière i el dibuixant Émile-Joseph-Porphyre Pinchon, que apareix per primera vegada en el primer número del setmanari per a noies anomenat La Semaine de Suzette (La setmana de Suzette), del 2 de febrer de 1905. En alguns àlbums, a partir e 1913, se l'anomena Annaïk Labornez o Annaïck Labornez.
El personatge ha estat objecte de diverses adaptacions al cinema, incloent dues pel·lícules i un llargmetratge d'animació titulat Bécassine i el Tresor Viking, tots francesos

## Història
La història, originalment destinada a cobrir una pàgina en blanc del 2 de febrer de 1905 de la revista a causa de la baixa d'un autor malalt (o segons una altra versió, d'un anunciant publicitari), va ser escrita per l'editora en cap de la revista francesa La Semaine de Suzette, Jacqueline Rivière (1851-1920), i dibuixada per Joseph Pinchon (1871-1953), i narra una equivocació real comesa per una serventa bretona de l'autor. El nom de «Bécassine» es tria per eliminació per referir-se a aquest error: bêtise (estupidesa), bécasse i finalment bécassine que designen una noia grassoneta i ingènua. Bécassine va tenir un èxit tan gran que el personatge va reaparèixer a la primera pàgina del número 23 de Le livre d'or de Bécassine (El llibre d'or de Bécassine) al juliol de 1905 i a les noves publicacions que apareixen regularment, però sempre com un personatge puntual. Aquest naixement literari de Bécassine és, tanmateix, invalidat per Pinchon, que afirma que el fundador de La Semaine de Suzette, Maurice Languereau, li va demanar el 1904 il·lustrar «la història d'una petita bretona que va sortir del seu poble per venir a treballar a París».
A partir de 1913, el personatge de Bécassine és reprès pel guionista Caumery, pseudònim de Maurice Languereau, nebot i soci d'Henri Gautier a l'editorial Gautier-Languereau, editor de la Semaine de Suzette. Caumery li dona una psicologia més densa i li dona en aquesta ocasió el seu veritable nom, Annaïk (de vegades escrit Annaïck) Labornez. Sempre dibuixat per Pinchon (que originalment va ser inspirat pel folklore d'Amiens per dibuixar-la), Caumery li dona els trets d'una bretona, convertint-la en l'heroïna de contes molt més estructurats.
De 1913 al 1952 van aparèixer diverses aventures de Bécassine, totes dibuixades per Pinchon (excepte dues, dibuixades per Edouard Zier) i escrita per Maurice Languereau fins al 1941 (any de la seva mort), reemplaçat (de 1948 al 1950), per altres persones que signen «Caumery». Altres àlbums i col·leccions van aparèixer després de la mort de Pinchon el 1953, incloent una sèrie dissenyada per Trubert a partir de 1959.
Apareixent tres anys abans del còmic Les Pieds Nickelés, el naixement de Bécassine marca el naixement dels còmics moderns, la transició entre les històries il·lustrades i els còmics reals. El seu estil de dibuix, línia rodona, viva i moderna, inspirarà una línia gràfica, la línia clara i, 25 anys després, Tintin serà el millor exemple.

## Bécassine, la Picardia i la Bretanya

### Un personatge picard però bretò

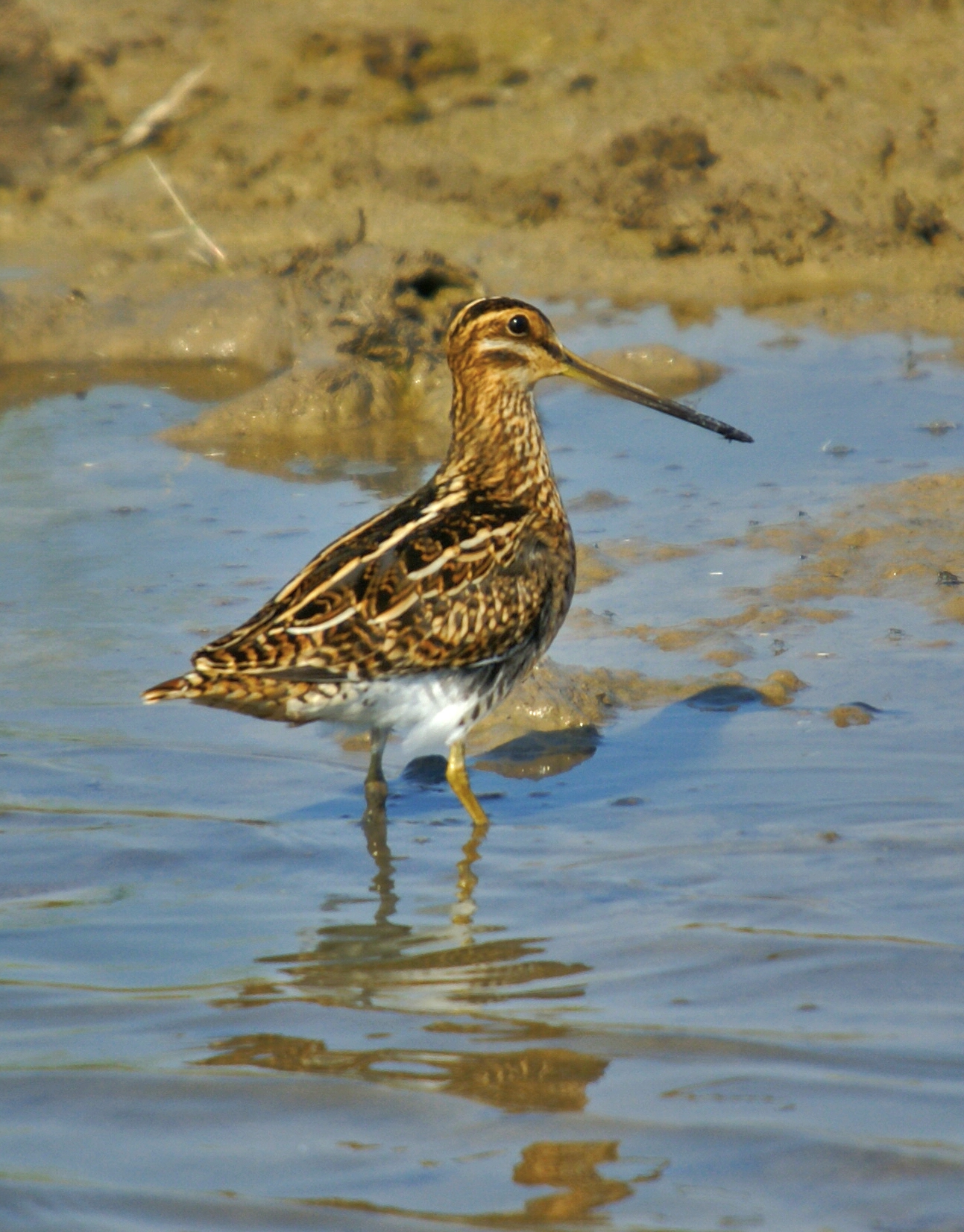
Una becassina (Gallinago gallinago), «bécassine» en francès

Inicialment, el personatge creat el 1905 per Aminois Joseph Pinchon representava la noia bona i «de poble», tal com es veia per la burgesia. El dissenyador es va inspirar en el vestit tradicional de la Picardia, i el nom de Bécassine en la becassina (en francès, bécassine), un ocell conegut pels veïns i visitants de la badia de Somme.
No va ser fins al 1913 que el guionista original, Jacqueline Rivière, va ser reemplaçada per Maurice Languereau (que signa amb el pseudònim «Caumery»), el que fa que el personatge sigui una finisteriana donant-li, a més del sobrenom de «Bécassine», el nom bretó d'Annaïk Labornez.
Brigitte Leblanc, directora de l'editorial Gautier-Languereau, explica en una entrevista publicada a Le Figaro l'origen (fictici) del nom del personatge:
| « | El sobrenom de Becassine prové del fet que el dia del seu naixement, un esbart de becassines va passar volant per sobre de Clocher-les-Bécasses. El seu oncle Corentin creia que tenia un nas molt curt i rodó, i no semblava gens el nas de les becassines. I així rient, i en broma, va decidir anomenar-la Bécassine. | » |

No obstant això, per voluntat dels autors, Bécassine representa l'esperit francès, molt més enllà d'una simple representació d'una petita bretona que viu al seu propi món. L'àlbum Bécassine chez les alliés (Bécassine entre els aliats), publicat el 1917, abans del final de la Primera Guerra Mundial, testifica de l'actitud compromesa de l'heroïna, i el seu autor no va dubtar a que digués al final de l'àlbum:
| « | Em va enutjar aquell ploramiques, així que li vaig cridar: Durarà, el que durarà, però als boches (alemanys), els guanyarem! I tots els altres militars em van aplaudir dient que jo havia parlat com una autèntica francesa. | » |

### Particularitats del personatge

#### Aspecte físics
Generalment, la boca de Bécassine no apareix en els diferents àlbums (especialment en les primeres edicions), cosa que farà que alguns activistes bretons diguin que era «per impedir que el personatge pogués protestar en bretó». Podem, però, veure durant determinades postures del personatge el dibuix d'un punt, i fins i tot una lleugera línia, per representar la boca.

#### Aspecte psicológic
Malgrat la imatge d'una dona jove una mica ingènua, sobretot en els primers àlbums, el lector s'adona a mesura que es van publicant els àlbums que Bécassine no només sap llegir i escriure (ja que ella escriu les seves memòries des del primer àlbum), sinó que també té el permís de conduir i que viatja amb el seu propi cotxe (marca Excelsior) que ella l'anomena dolçament «fringante» (enjogassat) (àlbum: L'automobile de Bécassine / L'automòvil de Bécassine, 1927), un fet inusual per a una dona de 1927.
Poc temps abans, s'havia compromès personalment a donar suport a la moral de les tropes durant la Primera Guerra Mundial (àlbums: Bécassine pendant la Guerre / Bécassine durant la guerra, 1916 ; Bécassine chez les Alliés / Becassine entre els Aliats, 1917 ; Bécassine mobilisée / Bécassine mobilitzada, 1918).

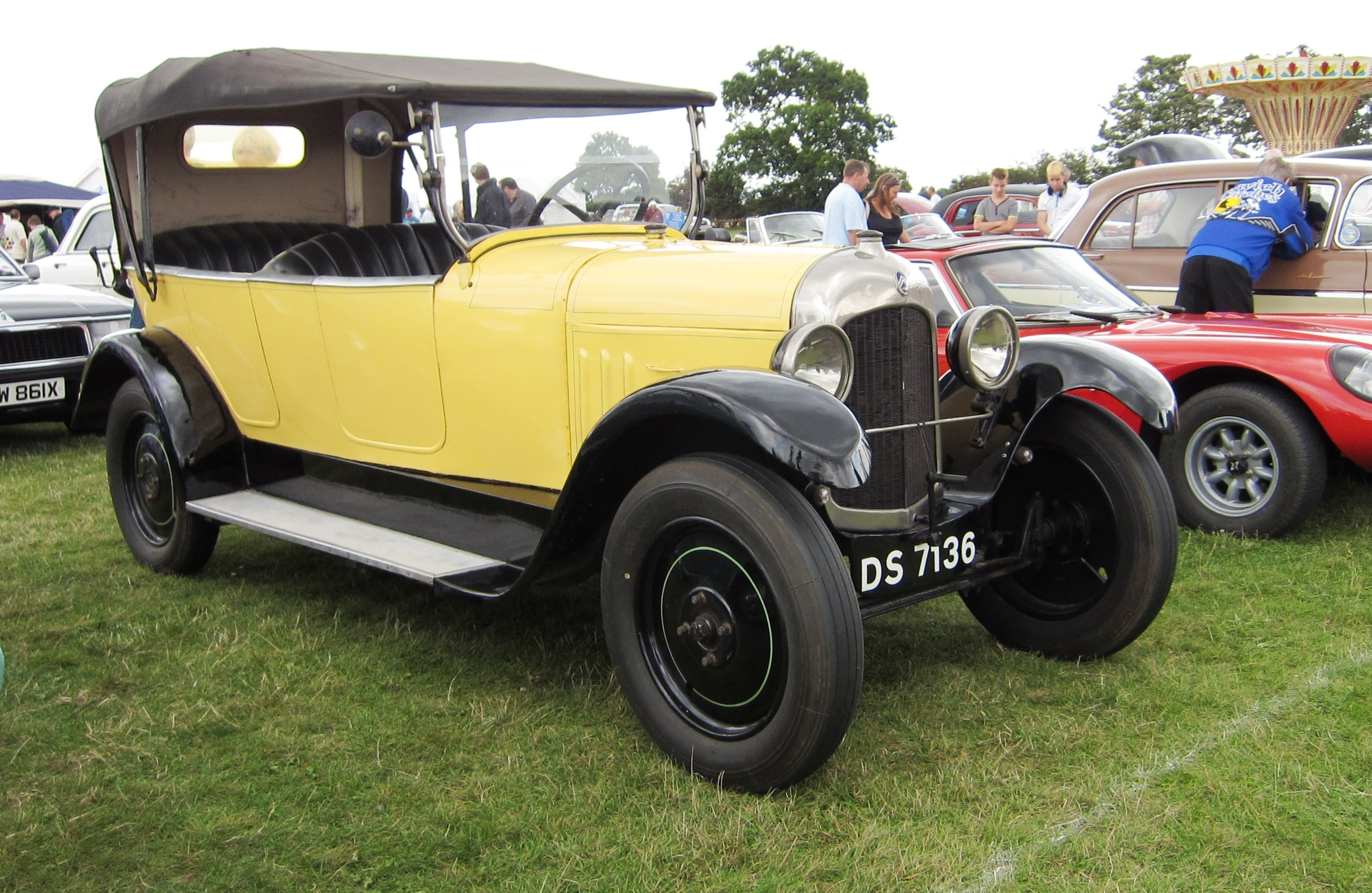
El Citroën B2 1925 recorda el vehicle de Bécassine
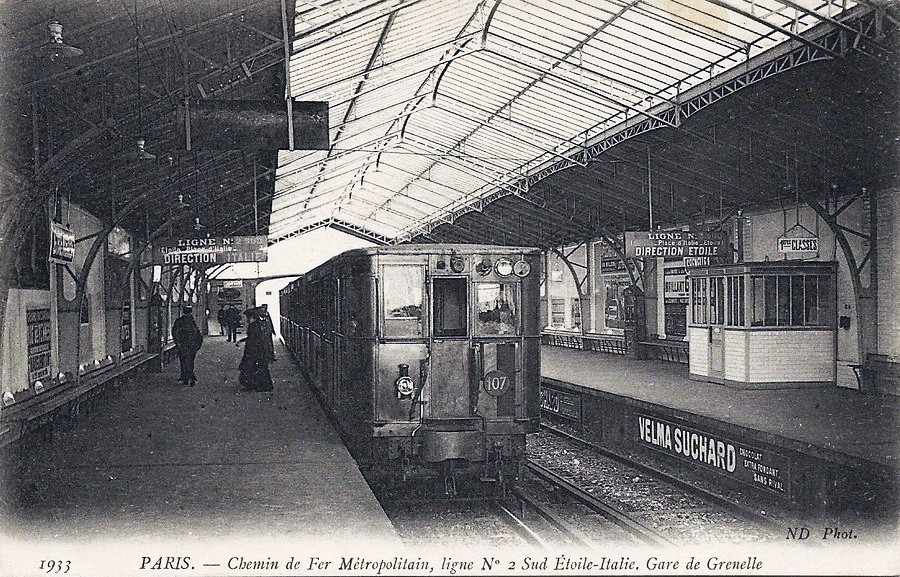
El metro de París a principis de la dècada del 1930

Sap jugar a la pilota basca (àlbum: Bécassine au Pays Basque / Bécassine al País Basc, 1925) i no dubta a ensenyar nens (àlbum: Bécassine maîtresse d'école / Bécassine, mestre d'escola, 1929). Viatja en avió (àlbum: Bécassine en aéroplane / Bécassine en avió, 1930), en vaixell (àlbum: Bécassine en croisière / Bécassine en creuer, 1936), i viatja fins a Amèrica (àlbum: Bécassine voyage / Bécassine viatja, 1921). Aprèn els fonaments de l'esquí alpí (àlbum: Bécassine dans la neige / Bécassine a la neu, 1933) i sembla capaç de saber-ho tot (àlbum: Les cent métiers de Bécassine / Les cent habilitats de Bécassine, 1920).
Malgrat el seu paper com a bona noia de poble al servei d'una família rica i mainadera, normalment es veu obligada a viure en un univers burgès i asèptic; a Bécassine li agrada viure fora, on admira anuncis publicitaris d'estil Art déco i visita totes les exposicions de moda, com l'Exposició colonial de 1931. En companyia de Loulotte, la seva petita protegida, passeja per l'avinguda dels Camps Elisis, admira el pont Alexandre III, la Rive Guache i el jardí de Luxemburg, i parla amb tothom (amb les venedores de flors, els repartidors de diaris, els pobres que viuen al carrer, el policia que li ajuda a creuar carrers plens de cotxes...). Ella veu com es construeix el metro de París, i més endavant hi puja per veure com funciona.
Bécassine és l'arquetip de la dona dels Années folles (anys bojos), molt integrada en el seu temps.

#### Aspecte polític

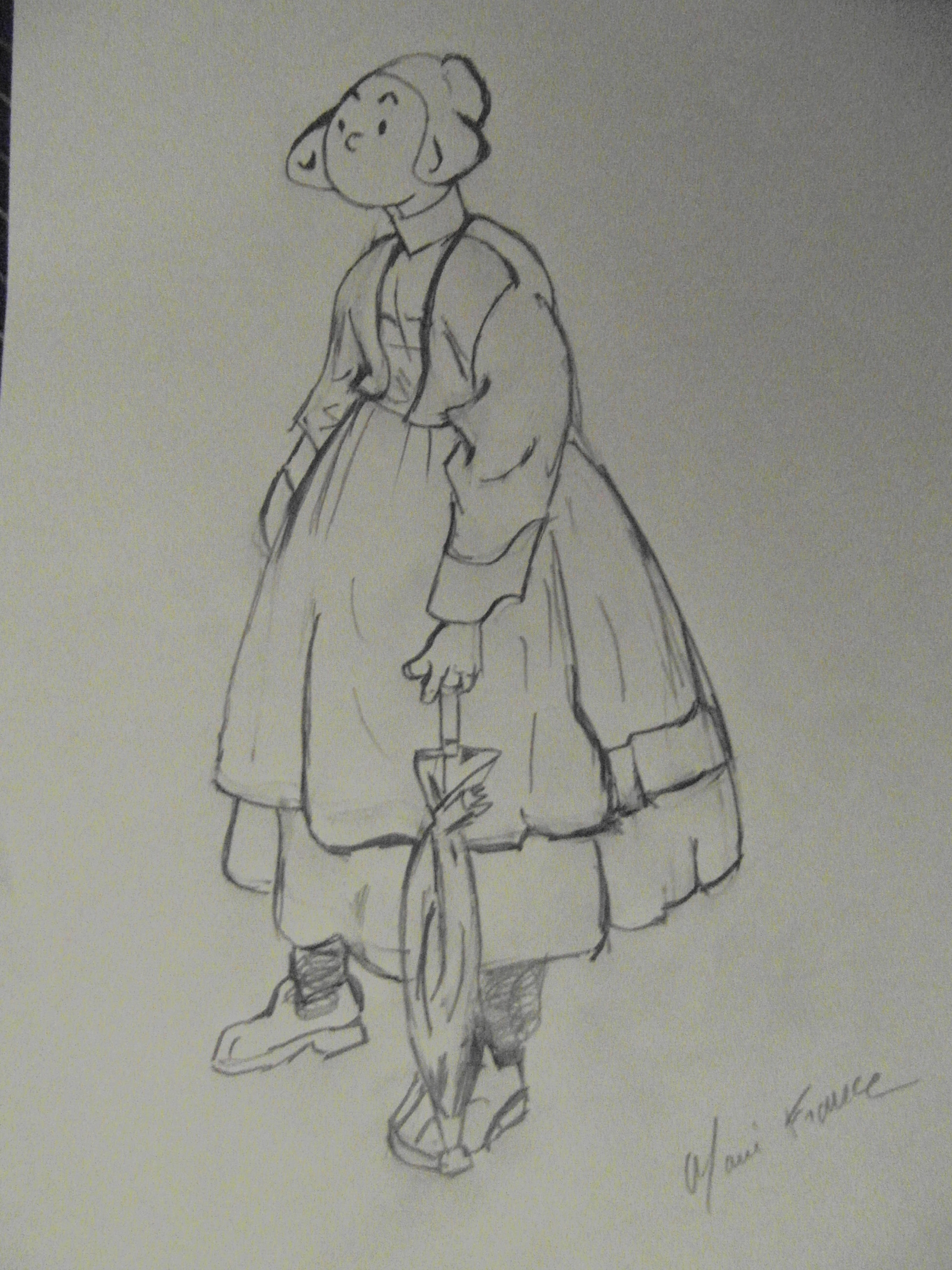
Dibuix de Bécassine per una admiradora

Segons l'historiador Pascal Ory, Bécassine, com els editors (i subscriptors) de la publicació La Semaine de Suzette, es va comprometre amb el bàndol de l'ordre. El 1919, aplaudeix una vaga trencada pels enginyers. No obstant això, al llarg dels anys i dels àlbums, el lector assisteix a la promoció d'una jove de les classes baixes, en el sentit d'una mena de promoció d'un proletariat auxiliar, mentre que les elits tradicionals semblen disminuir. Fidel a la idea dels seus autors, Bécassine continua sent una forma de compromís entre les classes socials.
Durant l'ocupació de França per Alemanya durant la Segona Guerra Mundial, els nazis van prohibir la distribució d'àlbums de Bécassine publicats a finals de la dècada del 1930.

### Estudis sobre Bécassine
Molts acadèmics i investigadors demostren que el personatge de Bécassine reflecteix, a través de la majoria d'àlbums, la visió negativa que tenia la burgesia parisenca sobre el poble bretó. James Eveillard i Ronan Dantec, que van dedicar un llibre sobre la representació dels bretons en la premsa il·lustrada francesa, defineixen Bécassine com «l'encarnació del menyspreu que els bretons han patit sovint». Alain Croix i Christel Douard parlen literalment de la «síndrome de Bécassine» per part dels bretons.
A La Bretagne (La Bretanya), obra publicada dins de la col·lecció «prejudicis», l'etnòleg François de Beaulieu veu en aquest personatge una «barreja d'estupidesa i bondat que té les seves arrels en l'antic mite de la Bretanya endarrerida però pura». Segons ell, a la dècada del 1970, la imatge de Bécassine va canviar a causa de diverses apropiacions indegudes, com per exemple en un cartell d'Alain Le Quernec que la va presentar amb el seu puny aixecat, protestant contra els vessaments repetitius de petroli que després van contaminar la costa bretona.
Henri Boyer, professor de ciències del llenguatge a la Universitat de Montpeller III, diu que els diferents episodis de Bécassine va trobar «la seva reputació de ment simple» i que l'època de la Bretanya romàntica ha acabat. «La imatge del bretó obstinat, valent, limitat, de poble i alcohòlic s'imposa. El més greu és, sens dubte, la manera com els mateixos bretons han integrat aquesta imatge que se'ls envia, és certa, de moltes maneres».
El 1995, amb motiu del 90è aniversari del personatge, el diari France-Soir es va preguntar sobre Bécassine: «S'ha fet menys grassa?»
En un llibre popular publicat el 2003, l'historiador Jerome Cucarull explica que la història econòmica de Bretanya recentment s'ha beneficiat d'una recerca fructífera que va resultar, en particular, per rectificar de manera significativa la imatge que va prevaler fins «no fa molt de temps», «d'una Bretanya rural endarrerida on Bécassine podia ser un símbol convenient».

### Homenatges, representacions i protestes
El Trésor de la langue française informatisé escriu sobre el terme «Becassine»: «fig., pej. Dona estúpida o ridícula (...) el significat de persona ximple pot estar relacionat amb el nom de l'heroïna bretona dels cómics de Maurice Longuereau i J.P. Pinchon, de la que les primeres aventures es van publicar a partir de 1905 a la Semaine de Suzette». A l'entrada de «bécassine» del diccionari francès Larousse dona la definició, «noia jove ximple o ingènua», similar a la que apareixia a l'Enciclopèdia Encarta: «Noia una mica ximple». Cal notar que la Gran enciclopèdia Larousse (1960) defineix «bécassine» com ocell, i sobre «Bécassine» escriu «noia bona bretona, valenta però distreta, creada i dibuixada per José Pinchon» sense cap referència a la seva suposada estupidesa, a diferència del Nou Petit Larousse (1949), on es llegeix a la mateixa entrada «noia jove ximple o massa ingènua», sense indicar la connexió amb el personatge de la Setmana de Suzette. El Diccionari Enciclopèdic Hachette (1994) diu «noia ximple i ingènua», en referència al caràcter de la Bécassine dissenyada el 1905 per Pinchon.
Sovint, el personatge de Bécassine és mal rebut pels bretons (alguns condemnen aquestes reedicions, ocasions, celebracions ...). El 18 de juny de 1939, un grup de bretons van destruir l'estàtua de cera del personatge del Museu Grévin de París; la van decapitar perquè la van trobar massa grotesca i, segons el seu punt de vista, «donava una mala imatge de la regió». L'adaptació del còmic a la pel·lícula Bécassine (1939) de Pierre Caron, amb l'actriu Paulette Dubost en el paper principal, va provoca una protesta a Bretanya, creient que aquesta pel·lícula «deshonrava Bretanya». A la Cambra de diputats de França, un diputat del departament de Finisterre es va indignar: «Són els fills de Bécassine els qui van morir a la guerra del 14 i, certament, no era una parisenca dels vostres salons, estimats col·legues meus, sinó una camperola».
La cançó del mateix nom de Chantal Goya de 1979 va tornar a fer famosa Bécassine, però el cantant i guitarrista bretó Dan Ar Braz, que va representar a França a Eurovisió el 1996 cantant en bretó, té en el seu repertori una cançó amb la qual refuta aquesta visió condescendent amb el títol Bécassine, ce n'est pas ma cousine! (Bécassine no és la meva cosina!). Georges Brassens també va escriure una cançó anomenada Bécassine alguns anys abans (1969), però no té una relació directa amb el personatge del còmic.

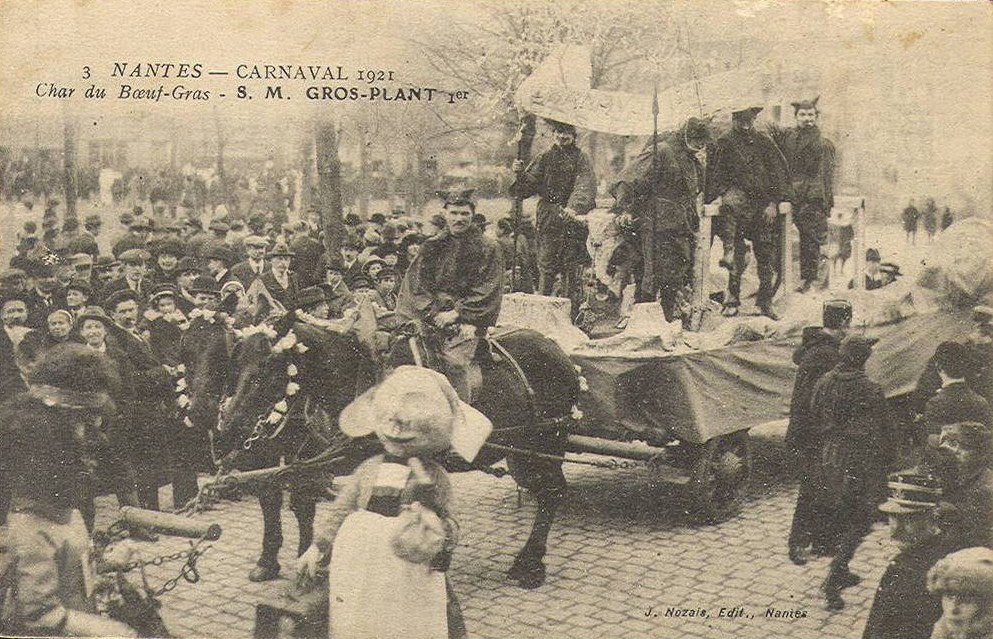
Personatge de Bécassine al carro del bou gras del carnaval de Nantes, 1921
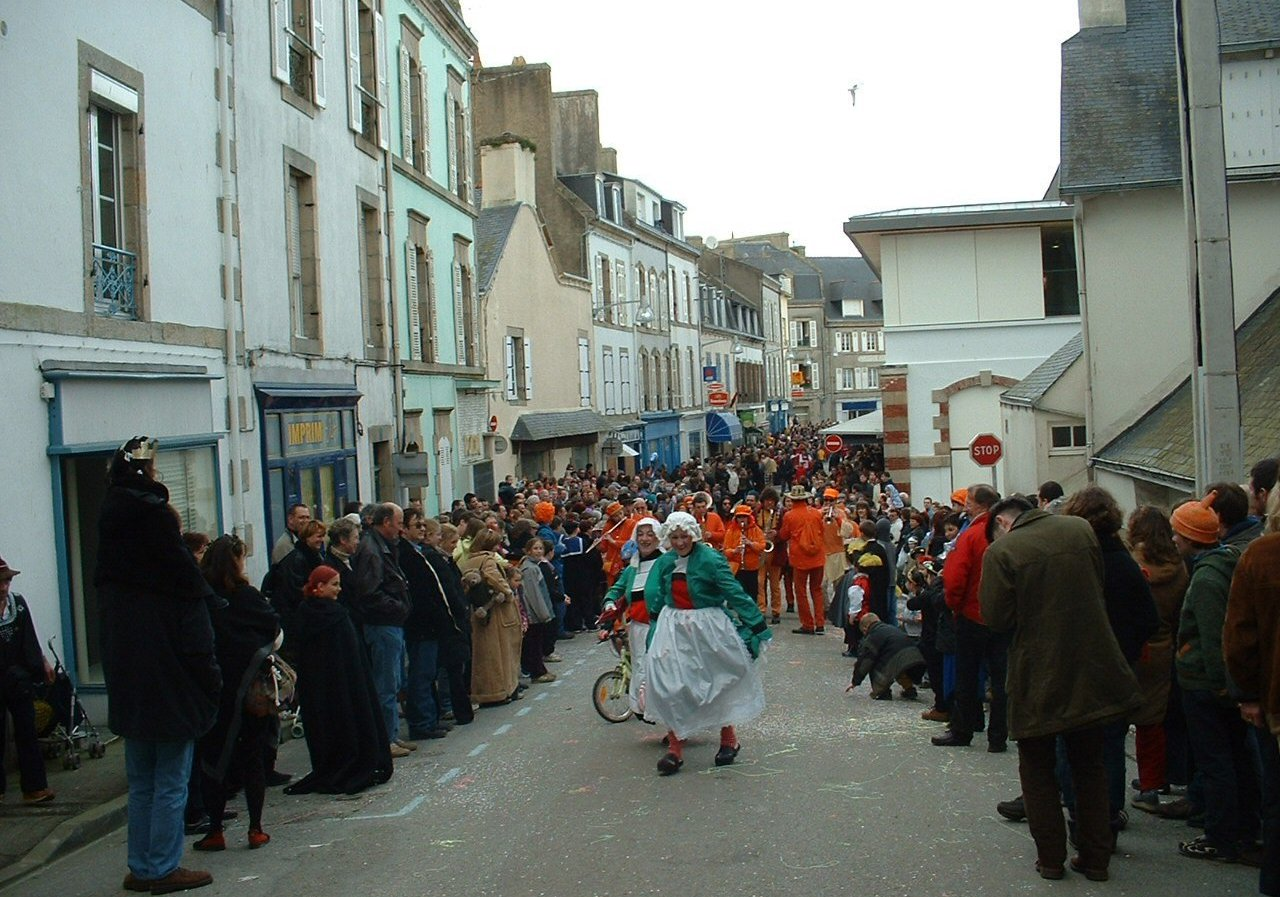
Dues dones disfressades de Bécassine durant el Carnaval de Douarnenez, 2005

Alhora, el programa de televisió Le Bébête Show, un programa satíric sobre el món polític, apareixia una paròdia de Jean-Marie Le Pen en la forma titella anomenada «Pencassine», molt semblant a Bécassine, que va substituir un titella anterior anomenat «Frankenpen». Aquest canvi va ser resultat d'una demanda interposada per Jean-Marie Le Pen que volia estar representat per un personatge francès.
En contra d'aquest punt de vista negatiu, Bernard Lehembre cita exemples a Bécassine, une légende du siècle (Bécassine, una llegenda del segle ; Gautier-Languereau 2005): «es recorda que va anar en motocicletes, en un avió, automòbil i que es va confrontar al telèfon». Le Nouvel Observateur també observa que «va pujar als Alps, va conduir cotxes i va volar en un avió. Fins i tot va fer cinema, modern i agitat, malgrat el seu capell blanc i el paraigua vermell». En el mateix article s'esmenta que la pediatra i psicoanalista Françoise Dolto va parlar sobre els seus àlbums «com a model d'ensenyament modern i de la comprensió de la psicologia del nen».

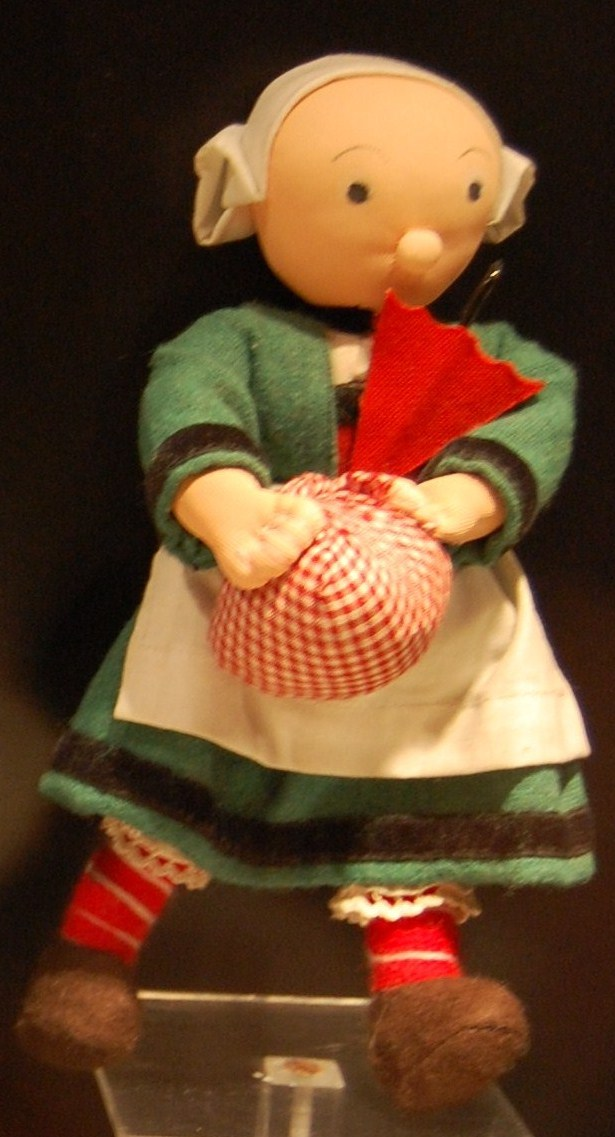
Nina de Bécassine
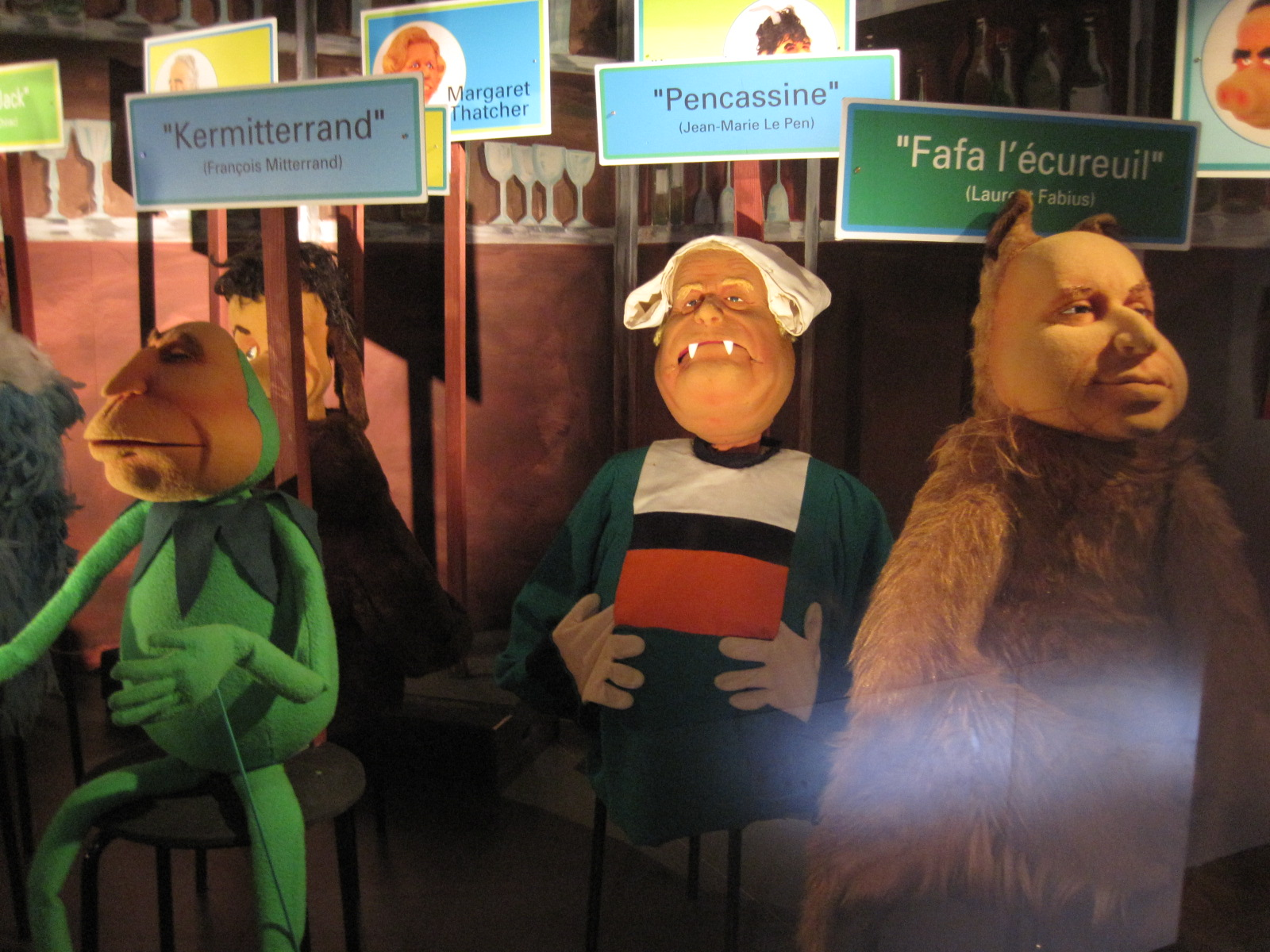
Titella de Jean-Marie Le Pen (Pencassine), junt amb les titelles de François Mitterrand i Laurent Fabius, del programa Le Bébête Show

La Poste de França va emetre a l'abril de 2005, un segell amb la imatge de Bécassine per al centenari de la publicació de la seva primera aparició, el que va provocar la condemna de diverses associacions bretones. Unes setmanes abans, un article en el Nouvel Observateur va evocar «les aventures d'Annaïck Labornez, anomenada Bécassine, la petita bretona de cor d'or, ai que ingènua!».
El 2 de febrer de 2015, amb motiu del 110è aniversari de la seva creació, el motor de cerca de Google va fer un doodle de Bécasine a les pàgines franceses.

#### Adaptació el pel·lícula d'animació
La pel·lícula d'animació francesa titulada Bécassine et le Trésor viking (Bécassine i el tresor Viking, 2001), dirigida per Philippe Vidal (guió de Béatrice Marthouret i Yves Coulon), va ser emesa durant la temporada de Nadal del 2001. El personatge principal va ser doblat per l'actriu Muriel Robin.
En el moment de l'estrena de la pel·lícula, la crítica va ser, en general, força positiva. Isabelle Fajardo, a Télérama, va considerar la pel·lícula com un «dolç per a Nadal».

#### Nova adaptació en còmic
La revista de còmics Frilouz, el número zero, inclosa parcialment al número 8 (febrer-març de 1984), va ser un «Especial Bécassine».
El 19 d'octubre de 2016, el personatge de Bécassine surt de l'oblit amb el llançament d'un àlbum dissenyat per Béja sobre una història concebuda per Éric Corbeyan anomenada Les vacances de Bécassine (Les vacances de Bécassine).

#### Nova adaptació cinematogràfia

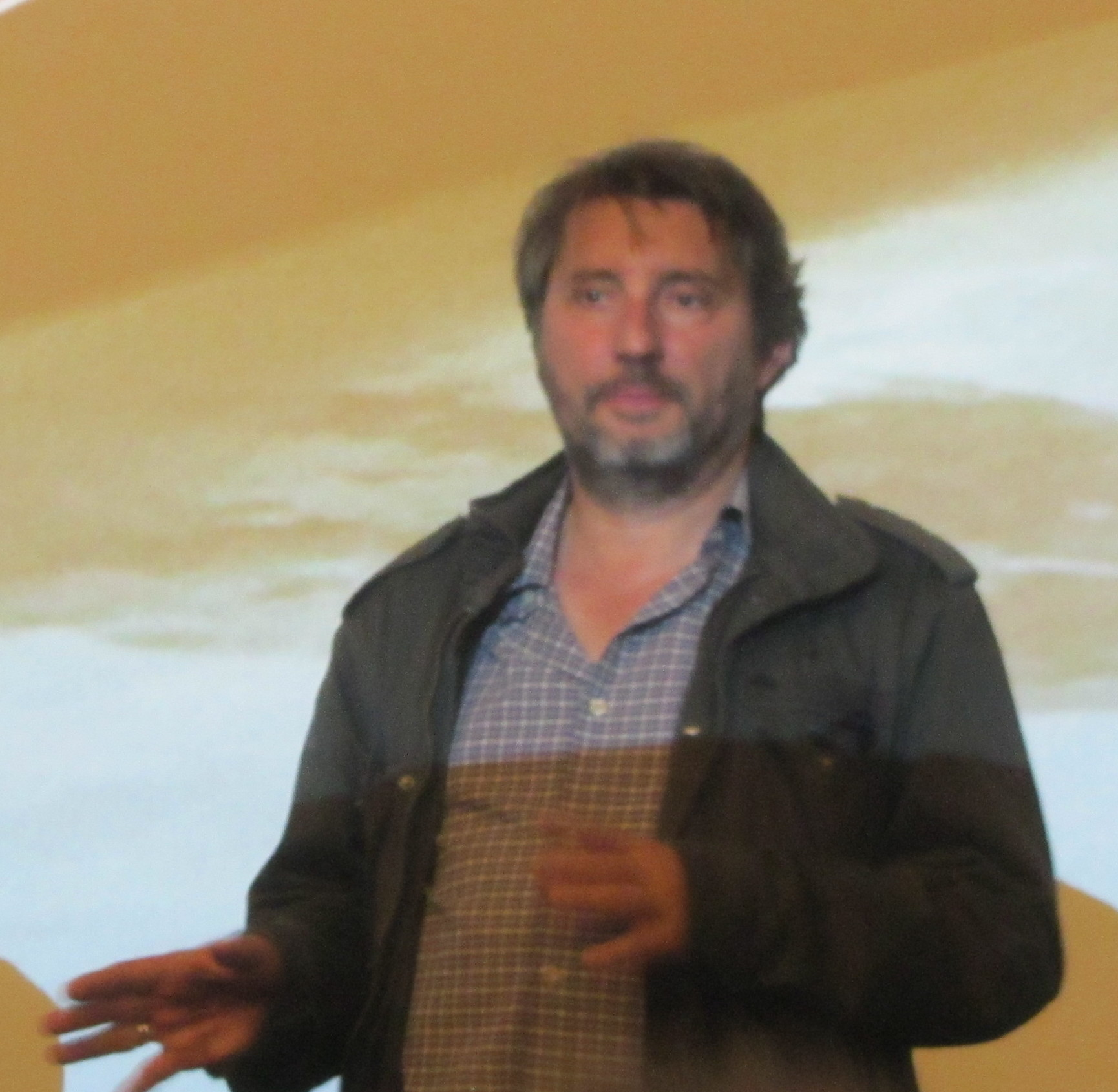
Bruno Podalydès

Al juny del 2018, la pel·lícula de Bruno Podalydès titulada Becassine!, amb Émeline Bayart interpretant el paper principal, es va estrenar a les sales de cinema franceses. Aquesta pel·lícula reprèn el tema de la noia jove maldestre i ingènua d'origen modest que deixa a la seva Bretanya natal per provar sort a París, sent contractada per una família d'aristòcrates.
El 29 de maig de 2018, un moviment separatista bretó, «Dispac'h» («Revolució» en bretó), va demanar el boicot de la pel·lícula de Bruno Podalydes, explicant que la pel·lícula era una «comèdia pseudo-francesa i suposadament popular, que des de les seves primeres imatges, es parla molt de l'insult en termes d'identitat i de memòria que es dirigeix a les dones i a la Bretanya». El director de la pel·lícula, que es va estrenar el 20 de juny, es va defensar afirmant que volia trencar els estereotips: «Bécassine no és la noia una ingènua i maldestre que creiem. És ingènua, certament i sincera, però també curiosa i creativa. Té una ànima infantil en un cos adult. En aquesta pel·lícula, voldria mostrar a Bécassine com és: fidel, sincera, espontània, innocent, tendra, somiadora, i entusiasta.»

#### Exposicions
París, 2015
Del 3 de febrer al 26 de setembre de 2015, amb motiu del 110è aniversari del personatge de Bécassine, el Museu de les Nines - Au Petit Monde Ancien va presentar una exposició anomenada «Els tresors de Loulotte», la nena, personatge de les aventures de Bécassine inspirada en el veritable Claude, filla única de Maurice Languereau, editor de la revista La Semaine de Suzette, i de la seva esposa Yvonne. Per motius pressupostaris, el Museu va tancar les portes al públic dos anys després d'aquesta exposició.
Margny-lès-Compiègne, 2016
Del 2 d'abril al 20 d'agost de 2016, es va organitzar l'exposició «J. P. Pinchon, Bécassine, Frimousset, Grassouillet i altres ...» al Centre Regional de Recursos sobre l'Àlbum i la Il·lustració, situat a Margny-lès-Compiègne. Per a aquesta exposició, el 19 d'abril de 2016 es va oferir als visitants una conferència titulada «Bécassine, una llegenda del segle».

## Àlbums

### Àlbums originals de J. P. Pinchon

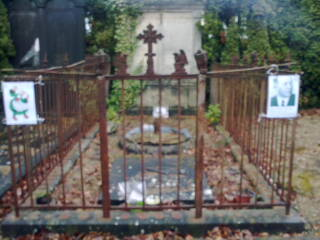
Tomba de Joseph Pinchon amb la imatge de Bécassine

De 1913 a 1950 es van publicar al setmanari La Semaine de Suzette, 27 aventures completes de Bécassine, gairebé totes dibuixades per Joseph Porphyre Pinchon i escrita per l'editor Maurice Languereau, més conegut com a«Caumery», que va morir el 1941. Van aparèixer més àlbums quan es va deixar de publicar el setmanari el 25 d'agost de 1960. No obstant això, Édouard Zier va dibuixar dues aventures, ja que Pinchon va ser mobilitzat durant la Primera Guerra Mundial. Les aventures publicades després de la Segona Guerra Mundial van ser dibuixades per autors anònims que signaven «Caumery»; Les Petits Ennuis de Bécassine (Les petites afliccions de Bécassine) podria haver estat dibuixat per Madeleine-Henriette Giraud, editora en cap de La Semaine de Suzette entre 1927 i 1949, mentre que Bécassine au studio (Bécassine a l'estudi) sembla haver estat escrit per un periodista de Le Figaro que ha romàs anònim). A aquests àlbums també s'inclouen tres «especials» que es van publicar com a àlbums, però que mai es van publicar a La Semaine de Suzette, ja que no eren aventures.
Les primeres edicions dels àlbums compten amb 64 pàgines abans del 1937, però només 48 després del primer àlbum «curt» anomenat Bécassine cherche un emploi (Bécassine busca una feina). No obstant això, algunes reedicions de la dècada del 1950 i la dècada del 1960 van ser abreujades en 48 pàgines. Els àlbums ocasionals són encara més curts.
La llista següent presenta els títols dels àlbums de Bécassine:
| Número | Títol                              | Títol traduït                            | Any de l'àlbum | Notes                                                                                              | ISBN                |
| ------ | ---------------------------------- | ---------------------------------------- | -------------- | -------------------------------------------------------------------------------------------------- | ------------------- |
| 1      | L'Enfance de Bécassine             | La infància de Bécassine                 | 1913           | | ISBN 978-2217100018 |
| 2      | Bécassine en apprentissage         | L'aprenentatge de Bécassine              | 1919           | Aparegut a la Semaine de Suzette el 1914                                                           | ISBN 978-2211710022 |
| 3      | Bécassine pendant la Guerre        | Bécassine durant la guerra               | 1916           | Reanomenat Bécassine pendant la Grande Guerre (Bécassine durant la Primera Guerra Mundial) el 1968 | ISBN 978-2013937917 |
| 4      | Bécassine chez les Alliés          | Bécassine entre els Aliats               | 1917           | | ISBN 978-2013937900 |
| 5      | Bécassine mobilisée                | Bécassine mobilitzada                    | 1918           | | ISBN 978-2013937924 |
| 6      | Bécassine chez les Turcs           | Bécassine entre els turcs                | 1919           | | ISBN 978-2217100070 |
| 7      | Les Cent Métiers de Bécassine      | Les cent habilitats de Bécassine         | 1920           | | ISBN 978-2217100186 |
| 8      | Bécassine voyage                   | Bécassine viatja                         | 1921           | | ISBN 978-2217100148 |
| -      | L'Alphabet de Bécassine            | L'alfabet de Bécassine                   | 1921           | No pertany a la col·lecció                                                                         | ISBN 978-2217290016 |
| 9      | Bécassine nourrice                 | Bécassine infermera pediàtrica           | 1922           | | ISBN 978-2217100179 |
| 10     | Bécassine alpiniste                | Bécassine alpinista                      | 1923           | | ISBN 978-2217100087 |
| 11     | Les Bonnes Idées de Bécassine      | Les bones idees de Bécassine             | 1924           | | ISBN 978-2217100162 |
| 12     | Bécassine au Pays Basque           | Bécassine al País Basc                   | 1925           | | ISBN 978-2217100063 |
| 13     | Bécassine, son oncle et leurs amis | Bécassine, el seu oncle i els seus amics | 1926           | | ISBN 978-2217100100 |
| 14     | L'automobile de Bécassine          | L'automòbil de Bécassine                 | 1927           | | ISBN 978-2013906159 |
| -      | Les Chansons de Bécassine          | Les cançons de Bécassine                 | 1927           | No pertany a la col·lecció                                                                         | ISBN 978-2013906111 |
| 15     | Bécassine au pensionnat            | Bécassine a l'internat                   | 1928           | | ISBN 978-2217100117 |
| -      | Bécassine maîtresse d'école        | Bécassine mestra d'escola                | 1929           | No pertany a la col·lecció. Basat en l'Alphabet de Bécassine (1921)                                | ISBN 978-2217100223 |
| 16     | Bécassine en aéroplane             | Bécassine en avió                        | 1930           | | ISBN 978-2217100124 |
| 17     | Bécassine fait du scoutisme        | Bécassine fa escoltisme                  | 1931           | | ISBN 978-2217100230 |
| 18     | Bécassine aux bains de mer         | Bécassine als banys de mar               | 1932           | | ISBN 978-2217100193 |
| 19     | Bécassine dans la neige            | Bécassine a la neu                       | 1933           | | ISBN 978-2217100131 |
| 20     | Bécassine prend des pensionnaires  | Bécassine agafa als internats            | 1934           | | ISBN 978-2217100209 |
| 21     | Bécassine à Clocher-les-Bécasses   | Bécassine a Clocher-les-Bécasses         | 1935           | | ISBN 978-2217100155 |
| 22     | Bécassine en croisière             | Bécassine en creuer                      | 1936           | | ISBN 978-2217100216 |
| 23     | Bécassine cherche un emploi        | Bécassine busca una feina                | 1937           | | ISBN 978-2217100254 |
| 24     | Les mésaventures de Bécassine      | Les desventures de Bécassine             | 1938           | | ISBN 978-2217100261 |
| 25     | Bécassine en roulotte              | Bécassine en caravana                    | 1939           | | ISBN 978-2217100247 |
| 26     | Les Petits Ennuis de Bécassine     | Els petits problemes de Bécassine        | 2005           | Aparegut a la Semaine de Suzette el 1948                                                           | ISBN 978-2014601688 |
| 27     | Bécassine au studio                | Bécassine a l'estudi                     | 1992           | Aparegut a la Semaine de Suzette el 1950                                                           | ISBN 978-2010195846 |

### Àlbums originals de J. Trubert
Altres àlbums i col·leccions es van publicar després de la mort de Pinchon el 1953, incloent una sèrie dissenyada per Jean Trubert a partir de 1959. La història Bécassine revient (El retorn de Bécassine) es signada com «Camille Francois» (de Caumery i J. P. Pinchon), i les altres històries com «Vaubant» (pseudònim col·lectiu de Robert Beauvais i Pierre Tchernia). Els àlbums d'aventures tenen 44 pàgines, però L'Alphabet Bécassine (L'alfabet Bécassine) només 30.
| Número | Títol                    | Títol traduït                      | Any de l'àlbum | Notes                                                                            | ASIN       |
| ------ | ------------------------ | ---------------------------------- | -------------- | -------------------------------------------------------------------------------- | ---------- |
| -      | Bécassine revient        | El retorn de Bécassine             | 1959           | Dibuixat per Camille François                                                    | B003WTV1YK |
| -      | L'Alphabet Bécassine     | L'alfabet Bécassine                | 1961           | Dibuixat per «Vaubant». Independent de L'Alphabet de Bécassine (1921) de Pinchon | B0012349JC |
| -      | Bécassine mène l'enquête | Becassine dirigeix la investigació | 1962           | Dibuixat per «Vaubant»                                                           | B01DO9PZG2 |

### Altres àlbums
Hi ha una sèrie de 10 àlbums per a lectors principiants de la col·lecció Les albums merveilleux (Els àlbums meravellosos): 
- Bécassine enfant (1953)
- Bécassine fait ses débuts (1954)
- Bécassine fait tous les métiers (1956)
- Bécassine chez les peaux-rouges (1956)
- Bécassine à la montagne (1957)
- Bécassine a des idées (1957)
- Bécassine exploratrice (1958)
- Bécassine et sa fille adoptive (1958)
- Bécassine à l'école (1963)
- Premiers exploits de Bécassine (1970)

Títols que s'han de reclassificar (dates de publicació desconegudes). Alguns d'aquests àlbums potser no estan relacionats amb la sèrie «històrica» (col·leccions d'històries escrites i dibuixades abans del 1913 i àlbums després de la mort de Pinchon el 1953).
- Bécassine aux Amériques
- Bécassine et la petite Loulotte
- La Franchise de Bécassine
- Le Noël de Bécassine
- Les Aventures de Bécassine
- Les Exploits de Bécassine
- Les Animaux de Bécassine
- Les Plaisirs de Bécassine
- Les Premiers Pas de Bécassine
- Les Promenades de Bécassine
- Les Quatre Saisons de Bécassine
- Les Rencontres de Bécassine
- Les Souvenirs de Bécassine
- Les Talents de Bécassine
- Sacrée Bécassine!
- Les Trouvailles de Bécassine
- Quelle star, cette Bécassine!
- Plus vite, Bécassine!
- Pas de panique, Bécassine!
- Pas de chance, Bécassine!
- Marie Quillouch et Bécassine
- Loulotte et Bécassine (de 1990, reedició de l'album de 1921)

### Nous àlbums apareguts després de Caumery i Pinchon
| Número | Títol                     | Títol traduït             | Any de l'àlbum | Notes                                                                        | ISBN                |
| ------ | ------------------------- | ------------------------- | -------------- | ---------------------------------------------------------------------------- | ------------------- |
| -      | Les Vacances de Bécassine | Les vacances de Bécassine | 2016           | Guió de Cobeyran i dibuix de Beja                                            | ISBN 978-2014601732 |
| -      | Hommage à Bécassine       | Homenatge a Bécassine     | 2016           | Zep, Uderzo, Loisel, Brétécher, Guérineau, F'murr, Solé, Tébo, Alary, Abolin | ISBN 978-2014601718 |

## Adaptacions cinematogràfiques
- 1940 : Becassine, dirigida per Pierre Caron, sobre un guió de Jean Nohain i els diàlegs de René Pujol, amb Paulette Dubost com Bécassine.
- 2001 : Bécassine et le trésor viking, pel·lícula d'animació dirigida per Philippe Vidal, amb les veus de Muriel Robin (Becassine) i Zabou Breitman (Loulotte).
- 2018 : Becassine!, dirigida per Bruno Podalydès, amb Émeline Bayart com Bécassine.